# Ranunculus nubigenus
Ranunculus nubigenus är en ranunkelväxtart som beskrevs av Carl Sigismund Kunth och Dc.. Ranunculus nubigenus ingår i släktet ranunkler, och familjen ranunkelväxter. Inga underarter finns listade i Catalogue of Life.